# Epitausa exhibita
Epitausa exhibita là một loài bướm đêm trong họ Erebidae.